# Josias Neumann
Johann Georg Josias Neumann (*  15. Januar 1782 in Magdeburg; † 13. Dezemberjul. / 25. Dezember 1855greg. auf Gut Marinowka in Zarskoje Selo) war ein Rechtslehrer in Dorpat.

## Leben
1808 wurde er Professor der Rechte an der Universität Dorpat. Seit 1826 war er Staatsrat bei der Kanzlei des Zaren von Russland (Nikolaus I. (Russland)). An der Friedrich-Alexander-Universität wurde 1798 Mitglied der Berliner Gesellschaft (Erlangen). 1799 wechselte er zu den Erlanger Westfalen  (1794–1809).